# Шанхайский кинофестиваль 2001
Пятый Шанхайский международный кинофестиваль прошёл в Шанхае (КНР) с 9 по 17 июня 2001 года. В фестивале участвовало 164 фильма. Для фестивальных кинопоказов было использовано 9 кинотеатров.
Начиная с 2001 года Шанхайский международный кинофестиваль стал проходить ежегодно, а не раз в два года.

## Жюри
- Чжу Юндэ (КНР)
- Эберхард Юнкерсдорф (Германия)
- Алан Паркер (Великобритания)
- Анджей Жулавский (Польша)
- Глеб Панфилов (Россия)
- Ли Чхан Дон (Республика Корея)
- Пань Хун (КНР)

## Победители
| Награда             | Призёр                                             | Страна     |
| ------------------- | -------------------------------------------------- | ---------- |
| Лучший фильм        | Antitrust, режиссёр Питер Хауитт                   | США        |
| Лучшая режиссура    | Питер Хауитт за фильм Antitrust                    | США        |
| Лучшая мужская роль | Даниэль Отёй за фильм Хамелеон                     | Франция    |
| Лучшая женская роль | Пэн Юй за фильм The Full Moon                      | КНР        |
| Лучшая женская роль | Станислава Целиньска за фильм Не в деньгах счастье | Польша     |
| Лучшая музыка       | фильм Бо Ба Бу                                     | Узбекистан |
| Лучшая технология   | фильм Легенда Баггера Ванса                        | США        |